# 张俊一
张俊一（2004年7月13日—），出生於江西省南昌市，中国男歌手、演员，現為樂華娛樂旗下組合YHBOYS成員。2017年1月，以YHBOYS成員的身份公開，在隊內擔任隊長。在2020年上映的电影《八佰》中饰演小湖北。

## 影視作品

### 電影
| 上映日期      | 電影名稱 | 參與成員 | 角色   | 備註 | 內地票房（人民幣） |
| 2020年8月21日 | 八佰     | 張俊一   | 小湖北 |      | 31.11億            |